# ラミロ・モジャーノ
ラミロ・モジャーノ・ホージャ（Ramiro Moyano Joya、1990年5月28日 - ）は、ユナイテッド・ラグビー・チャンピオンシップエディンバラ・ラグビーに所属するラグビー選手。

## プロフィール
- アルゼンチン、サン・ミゲル・デ・トゥクマン出身。
- ポジションはウィング(WTB)、フルバック(FB)。
- 身長 180cm、体重 85kg
- U20アルゼンチン代表に選ばれたことがある[1]。
- アルゼンチン代表キャップは36(2021年1月現在）でラグビーワールドカップ2019のアルゼンチン代表に選ばれた[2]。
- 7人制アルゼンチン代表に選ばれたことがある。

## 略歴
パンパスXV、ハグアレスを経て、2019年、RCトゥーロンに加入。
2021年、エディンバラに加入。